# 금난새
금난새(1947년 9월 25일 ~)는 대한민국의 지휘자이다.
1967년 클래식 음악 편곡가로 데뷔한 그는 서울예술고등학교와 서울대학교 음악대학 작곡과를 졸업했고 한국에서 지휘를 배울 수 없던 시절 베를린 음악대학의 Hans-Martin Rabenstein 교수에게 찾아가 지휘를 배우기 시작했다. 1977년, 4년 만에 베를린 음대를 졸업하고 카라얀 국제 지휘 콩쿠르에서 4위로 입상하며 지휘자로 정식 데뷔했다. 
KBS 교향악단을 12년간 이끌었고, 1992년 수원시립교향악단의 상임 지휘자로 전격 부임했다. 연간 10회의 연주에 머물던 수원시향을 연간 60여회 이상 연주하는 악단으로 발전시켰고, 이후 예술의전당 기획프로그램인《해설이 있는 청소년 음악회》를 기획하여 6년 간 전회 전석 매진을 기록했다. 1998년에는 유라시안 필하모닉 오케스트라(현, 뉴월드 필하모닉 오케스트라)를 창단하여 《로비 음악회》, 《도서관 음악회》, 《갤러리 음악회》, 《울릉도 음악회》등 장소에 구애받지 않고 전국 방방 곡곡을 다니며 클래식 대중화에 앞장섰다. 무일푼으로 시작한 오케스트라를 8년만에 연간 135회 공연, 관객 12만명을 동원하는 국민 오케스트라로 발전시켰다. 2006년~2010년 경기필하모닉, 2010년~2014년 인천 시립교향악단을 거쳐 2015년부터 성남시립교향악단의 상임지휘자 및 예술 총 감독을 맡고 있다. 2015년부터 한국 경제신문사에서 창단한 한경필하모닉의 초대 지휘자 겸 예술감독으로도 위촉되어 기업의 문화예술 참여에 새로운 모델을 제시하고 있다. 2013년~2019년 서울예술고등학교 교장을 역임하고, 2019년부터 명예교장으로 위촉되었다.

### 학창 시절
《그네》를 작곡한 아버지 금수현이 지은 이름 ‘금난새’는 대한민국에 등록된 최초의 순 한국어 이름이다. 금난새의 형은 1945년생으로 아버지가 한국어 이름 ‘뿌리’로 형의 출생 신고를 하려는데 한자가 있어야 한다고 하여 거부당해 어쩔 수 없이 ‘나라’라는 한자 이름으로 했다. 해방된 이후에도 일제 잔재가 남아있다고 생각한 아버지는 신문에 기고를 통해 순 한국어 이름을 인정해야 한다고 주장했다. 이후 정부에서 인정하여 제도가 바뀐 후 금난새는 순 한국어 이름으로 등록됐다. 금난새 동생으로 태어난 3명은 모두 한글이름으로 ‘ㄴ’자 돌림으로 지었고 금난새의 자녀들은 ‘ㄷ’자 돌림으로 지었다. 아버지의 성격이 독특해 ‘돈키호테’라는 말을 듣기도 했는데 금난새는 이러한 아버지를 닮아갔다.
금난새는 음악가인 아버지를 보며 막연히 음악가가 되어야겠다는 생각을 가졌던 것은 아니었다. 그러나 TV에서 레너드 번스타인이라는 작곡가가 미국 카네기 홀에서 《청소년을 위한 음악회》를 하는 것을 보고 지휘자의 꿈을 키웠다. 1960년대 초였던 대한민국에는 지휘자가 아예 없던 시절이었는데 누구에게도 지휘를 배울 방법이 없어 혼자서 독학을 했다. 그러다가 서울대학교 음악대학에서 작곡과 지휘를 배우던 중 직접 지휘를 하겠다고 도전했다. 대학교 2학년 시절 금난새는 친구들 스무명 가량을 모아 《서울 영 앙상블》을 만들어 연습실을 찾다가 세종로에 있던 미국 공보원의 강당이 비어있다는 것을 확인했다. 서쪽에서 연주하면 한양대학교 학생들이 안오고, 동쪽에서 연주하면 연세대학교, 이화여자대학교 학생들이 안올 것이 우려됐는데 미국 공보원은 중간즈음에 위치하여 최적이었다. 그리하여 미국인이었던 원장에게 면담을 요청해 2층 강당을 연습실로 쓰고 싶다고 말했다. 원장은 시큰둥한 반응이었으나 금난새가 2달에 한 번쯤은 미국 작품도 연주하겠다고 하자 원장은 흔쾌히 승낙해 그 곳에서 연습할 수 있게 되었다. 학교를 졸업하고 음악교사 생활을 하다가 1년 만에 그만뒀다.
음대를 졸업했으나 지휘자로는 인정받지 못했다. 그래서 무조건 외국에 가야겠다는 생각을 가졌다. 1970년대였던 시절 유학이 쉽지 않았었는데 우연히 《세계 청소년 음악 연맹》이라는 곳에 참가할 기회를 얻어 유학을 간 후 현지에서 지휘 선생님을 찾을 셈이었다. 20대 후반이었던 금난새는 그렇게 음악의 도시로 알려진 독일 베를린으로 유학을 가 베를린 음악대학을 무작정 찾아갔다. 그 대학의 지휘과 교수 두 명인 알렌도르프와 라벤슈타인 교수의 연락처를 받았는데 장군 이름같은 알렌도르프 보다는 음악가같은 이름의 라벤슈타인 교수를 선택해 연락하자 교수는 다음날 집으로 오라고 했다. 금난새는 교수에게 그동안의 음악 공부를 한 여정을 자세하게 설명했다. 라벤슈타인은 나이가 너무 많아 늦었다며 귀국해 유학 수속을 밟고 독일로 다시 오려면 1~2년은 걸리기 때문에 여기서 바로 공부하는게 좋겠다고 조언하면서 받아주겠다고 말했다. 금난새는 바로 공부를 시작했고 자금이나 아무것도 없이 시작한 금난새를 수업료도 받지 않고 도와준 교수에게 아직도 고마운 마음을 갖고 있으며 후에도 학생이나 학부모가 도움을 요청해오면 그때를 떠올리며 도와준다고 했다. 금난새가 발견해 유명한 음악가로 성장한 사람으로는 대표적으로 장한나가 있다. 수원시향을 이끌던 시절 11살이던 장한나가 오디션 보러 왔는데 실력이 좋아 협연을 시켜 음악가로 성장하는데 도움을 줬다. 금난새는 “재능을 봤을 때 그냥 지나치지 않고 기회를 줘야 하는게 당연하다”고 생각했고 “위대한 사회란 누구든지 꿈을 가질 수 있게 기회를 주는 것”이라고 생각한다.

### 지휘자 데뷔
베를린 음대를 졸업하고 대한민국 최초로 카라얀 국제 지휘 콩쿠르에서 4위로 입상하여 지휘자로 데뷔하게 된다. 카라얀 국제 음악 콩쿠르는 헤르베르트 폰 카라얀이 지휘자를 데뷔시키기 위한 목적으로 1969년에 만든 콩쿠르다. 이곳에서 입상한 사람은 베를린 필하모닉 오케스트라를 지휘할 수 있는 기회를 갖게된다.
이 콩쿠르 시상식 당일 3명이 지휘하던 날 금난새는 첫 번째로 지휘하고 시간이 남아 매달 할아버지 합창단 지휘 아르바이트를하던 곳에 가서 재빨리 지휘하고 돌아와 시상식에 참여하려고 했는데 당일 파티 겸 음악회를 하는 날이여서 일정이 늦어져 애를 먹기도 했다. 금난새는 “할아버지 합창단이나 베를린 필하모닉이나 모두 똑같은 음악이기 때문에 중요하다”라고 말했다. 귀국 후 첫 번째로 맡게 된 곳이 KBS교향악단으로 최연소 지휘자가 되었다. 이 곳에서 12년간 지휘자로 활동하다가 1992년에 수원시립교향악단으로 자리를 옮기게 되었다.

### 수원시향·청소년 음악회 지휘
수원시향이 금난새에게 연락해와 “지휘자도 없고 문제가 많다”고 호소해왔고 이를 해결하기 위해 지휘자를 자처한 것이었다. 대한민국 최고의 교향악단이던 KBS 교향악단에서 알려지지도 않고 규모도 작은 수원시향으로 가자 사람들은 금난새가 불명예스럽게 나가는걸로 오해하는 사람들도 있었다. 금난새는 “좋은 오케스트라의 지휘자도 좋은 지휘자이지만, 망가진 오케스트라를 살려내는 것도 능력있는 지휘자”라는 생각을 가져 옮긴 것이었다. 당시 수원시향은 1년에 8~10회 정도만 연주하는 활동이 적은 오케스트라였다. 어느 정도인가 알아보기 위해 500석 규모의 수원시향 연주회에 갔는데 80명이 연주하는데 관객이 80명밖에 없었다. 그것마저도 2부에서 40명으로 줄었는데 연주자의 가족들이 왔다가 얼굴만 보고 나가버린 탓이었다.
그러나 연주 실력은 그렇게 나쁘진 않았고 좀더 개선시키기 위해 아이디어를 내기 시작했다. 당시 매년 50만원 정도의 후원금이 들어왔는데 단원들에게 나누니 10만원도 안되는 수준이었고 차라리 이를 나누기보단 새로운 것을 시도해보자 하여 오페라를 계획했다. 제작비가 보통 2~3억원이 드는 오페라를 500만원으로 만들기엔 태부족이었다. 일단 성악가 한 명당 섭외비 150만원씩 3명을 섭외하고 나머지 50만원으로 진행비를 충당하여 시작해보기로 했다. 그런데 무대 제작이 가장 큰 문제였다. 수원에 클래식을 좋아하는 큰 가구점 사장에게 연락해 가구를 빌리고싶다고 부탁했다. 사장은 가구 무료대여를 흔쾌히 승낙했고 일반적인 무대 세트로 만들어놓은 가짜 가구보다 더 현실감 있는 오페라 세트가 완성되어 관객 1,600석이 모두 꽉차게 됐다.
공연에는 수원시장과 경기도지사도 왔는데 이들은 단돈 500만원으로 이러한 무대를 만들어 놓은 것에 크게 감동받고 쓰레기 매립장을 야외 음악당으로 만들고 연습실도 만들었다. 새로운 문화공간이 창조되자 수원시민들은 좋아했다. 수원시향이 성공하자 예술의 전당에서 연락이 와 금난새에게 청소년 음악회를 제안했다. 이전부터 청소년들을 위한 음악회를 생각해오던 금난새는 흔쾌히 승낙하고 《금난새와 함께 하는 세계음악여행》이라는 제목으로 연주회를 시작했다. 그리고 그 때까지 무료로 연주회를 했는데 이를 바꿔 2,000원을 받아 청소년들에게 돈을 내고 음악회를 보는 습관을 길러주자고 제안했다. 2,400석이었던 이 연주회는 2001년부터 2006년까지 대한민국 최초로 유료 음악회 전석 전회 매진 기록을 세웠다.
수원시립교향악단과는 임기 말기에 악단과 심각한 갈등을 겪으며 불명예 퇴진해 구설수에 오르기도 했다. 수원시향을 나와 대한민국 최초의 민간 오케스트라인 ‘유라시안 필하모닉 오케스트라’(현, 뉴월드 필하모닉 오케스트라)를 창단했다. 민간 오케스트라를 운영하려면 월급과 연습실 운영비 등 자금이 필요한게 많았다. 서울 테헤란로에 있는 포스코 본사를 가면 20미터 높이의 유리로 된 로비가 있는데 금난새는 이것이 마음에 들어 홍보팀에 연주를 제안했고 홍보팀은 승락했다. 1999년 1,000여석의 좌석을 놓고 베토벤 9번 교향곡 합창을 연주하여 기립박수를 받았다. 큰 성공에 고무된 금난새는 포스코 홍보팀에 베토벤 교향곡 전곡 연주를 정기적으로 할 것을 제안했고 합의가 됐다. 9개의 교향곡 정기 연주가 모두 끝나고 다음해가 되어 차이콥스키 6개 교향곡 연주도 마쳤다. 이 곳에서 정기 연주회는 지금까지 연주가 이어지고 있다. ‘뉴월드 필하모닉 오케스트라’는 2011년부터 충무아트홀 상주단체가 되어 해마다 충무아트홀에서 정기적으로 음악회를 열고 있다.
금난새는 가장 감명깊었던 연주회로 2006년 울릉도에서 공연한 음악회를 꼽는다. 전국을 다 다녀봤지만 울릉도는 가보지 못했기 때문이었다. 단원들이 배를 타고 가면 뱃멀미를 하기 때문에 컨디션 문제로 가기 어려웠다. 그러던 중 우연한 기회에 공군참모총장을 만나게 되었다. 공군참모총장이 전국에 못 가본곳이 있냐고 묻자 금난새는 “울릉도 연주회를 가야 하는데 뱃멀미때문에 가지 못하고 있다”고 말하자 30명이 수송가능한 헬기 3대 지원을 약속했다. 그러나 떠나기 바로 전날 안개가 끼어서 헬기가 뜨지 못해 포항에서 배를 타고 갔다. 이날 《해설이 있는 음악회》는 500석 규모가 마련되어 있었는데 이를 초과해 1,000명 가까이 사람이 몰렸다.

### 다양한 페스티벌
지휘자 금난새는 오케스트라 지휘 활동 외에 다양한 페스티벌의 예술감독으로도 활동하고 있다.

제주 뮤직 아일 페스티벌, 부산 챔버 뮤직 페스티벌, 성남 러브 페스티벌 등 국내는 물론, 맨하탄 챔버 뮤직 페스티벌, 유로-아시안 뮤직 페스티벌 등 해외에서도 다양한 컨셉으로 페스티벌의 영역을 넓혀나가고 있다. 연주자 섭외에서부터 프로그램 구성까지 그의 손을 거치지 않은 것이 없을 정도로 매 페스티벌의 의의, 연주 장소, 관람객들의 성향까지 파악하여 최고의 페스티벌이 될 수 있도록 세심하게 준비하고 있다. 

제주 뮤직 아일 페스티벌 (Jeju Music Isle Festival)

그가 2005년 시작한 <제주 뮤직 아일 페스티벌>은 매년 겨울 제주와 서울에서 열흘간의 일정으로 펼쳐지고 있다. 
 국내외 실력파 연주자들이 대거 참여하여 댜채로운 프로그램을 선보이는 페스티벌이라 많은 실내악 애호가들에게 사랑받고 있다. 

맨하탄 챔버 뮤직 페스티벌 (Manhattan Chamber Music Festival)

세계 경제, 문화예술, 외교의 중심지 뉴욕 맨하탄을 무대로 펼쳐지는 맨하탄 챔버 뮤직 페스티벌은 2012년 스타인웨이 홀에서 첫 선을 보였다.  

'음악을 통한 사랑의 실천'에 그 의미를 두고 시작되었으며 페스티벌 첫 모금된 기업 후원금은 UN 반기문 총장에게 전달하여 아프리카, 남미 등 저개발 국가를 돕는데 사용하기도 했다.

이 후원금 마련에는 4개의 기업과 1개의 도시가 뜻을 같이 했다. (풍산, 삼익악기, 고려제강, 유라시안 코퍼레이션, 인천시) 

문화의 중심지에서 변방을 돌아보는 의미있는 계기가 되고 있는 이 페스티벌은 음악과 외교 그리고 기업이 하나된 새로운 형태의 기부문화를 만들어 가고 있다.  

부산 챔버 뮤직 페스티벌 (Busan Chamber Music Festival)

## 학력
- 서울예술고등학교 졸업
- 서울대학교 음악대학 작곡과 학사
- 독일 베를린 예술대학교 음악대학원 지휘과 음악학 석사

### 명예 박사 학위
- 계명대학교 명예 철학박사
- 창원대학교 명예 음악학 박사

## 대학 교수 전력
- 창원대학교 석좌교수

## 약력
- 2015년 ~ 현재 : 한경 필하모닉 예술감독 겸 상임 지휘자
- 2015년 ~ 현재 : 성남시립교향악단 예술감독 겸 상임 지휘자
- 2011년 : 제주도 홍보대사
- 2010년 : 인천시립교향악단 예술감독 겸 상임 지휘자
- 2010년 : 문화체육관광부 문화예술 명예교사
- 2010년 : 결핵퇴치 홍보대사
- 2008년 : S&T홀딩스 사외이사
- 2006년 : 경기도립오케스트라 예술감독 겸 상임지휘자
- 2002년 : 한국기업메세나협의회 홍보대사
- 2000년 : 청주시시립교향악단 상임지휘자
- 1999년 : 경희대학교 음악대학 교수
- 1998년 : 유라시안 필하모닉 음악 감독 겸 지휘자
- 1992년 : 수원시립교향악단 상임지휘자
- 1986년 : 볼프강 자발리쉬의 초청으로 뮌헨 국립극장에서 오페라 지휘 연수
- 1981년 : KBS 교향악단 전임지휘자
- 1980년 : 국립교향악단 전임지휘자
- 1976년 : 프랑스 피에르 데르보 마스터클래스 참가

## 수상 경력
- 2016년 : 제12회 골든티켓어워즈 클래식·무용·전통 아티스트상
- 2012년 : 제8회 부산국제합창제 대중음악 부문 출전 (은상)-<패밀리합창단>
- 2010년 : 제13회 효령상 문화부문
- 2009년 : 한국최고경영자회의 문화경영 문화인부문 대상
- 1999년 : 제15회 평론가협회 음악대상
- 1997년 : 예술의 전당 감사패
- 1995년 : 옥관문화훈장
- 1977년 : 난파음악상
- 1977년 : 제5회 카라얀 국제콩쿠르 4위 입상
- 1970년 : 미국 공보원 어워드 오브 메리트상
- 1965년 : 서울대 음대 주최 콩쿨 작곡부문 입상

## 저서
- 《나는 작은 새 금난새》 디자인하우스, 1996년 12월 31일 ISBN 9788970410722
- 《금난새와 떠나는 클래식 여행 1》 생각의나무, 2006년 10월, ISBN 9788984986190
- 《금난새와 떠나는 클래식 여행 2》 생각의나무, 2006년 10월, ISBN 9788984987098
- 《금난새와 떠나는 클래식 여행》 생각의나무, 2003년 9월 30일 ISBN 9788984982840
- 《금난새의 내가 사랑한 교향곡》 생각의나무, 2008년 12월 23일 ISBN 9788984989238
- 《모든 가능성을 지휘하라》 예경, 2015년 3월 2일 ISBN 9788970845272

## 음반
- 《금난새의 키즈 클래식》 2006년 10월 24일
- 《금난새 - Haydn : Symphony No.103 In E, Cello Concerto In C》
- 《금난새 - Mozart: Symphony No.25, Eine Kleine Nachtmusik》
- 《금난새와 떠나는 클래식 여행》2004년 4월 6일
- 《금난새와 함께 가는 유쾌한 음악여행 - Opera Overtures》
- 《한국의 情 (한국의 정)》 - 원경수, 금난새
- 《비발디 : 사계 - 금난새》2005년 4월 19일

## 방송
- 《언제나 칸타레 시즌 2》 (tvN, 2015년)
- 《언제나 칸타레》 (tvN, 2014년)
- 《해피 선데이》남자의자격(한국방송,2012 9월 21일~11월17일 )
- 《황금어장》 무릎팍도사(문화방송, 2010년 5월 19일)

## 광고
- 1986년 한독 훼스탈 포르테
- 1988년 동양시멘트 매직쉐프 (부인 홍정희와 함께 출연)
- 1992년 아남 카리타스
- 1995년 삼성전자 삼성 명품 TV 더블 와이드 (부인 홍정희와 함께 출연)
- 1995년 마이크로 MIT 마밸 만년필
- 1996년 한신건영 (부인 홍정희와 함께 출연)
- 삼성전자 르네상스